# Mychajlo Petrenko

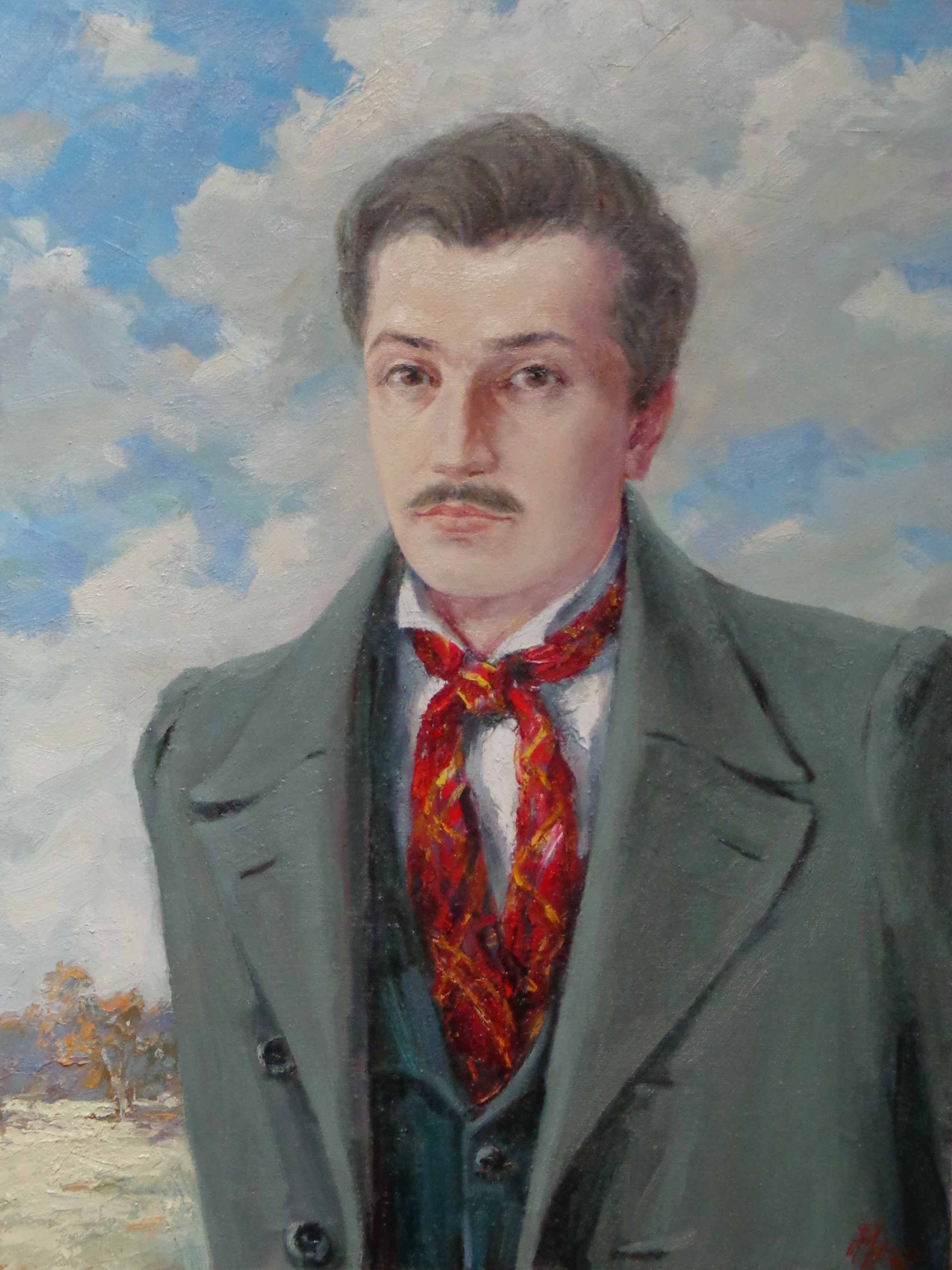
Mychajlo Petrenko

Mychajlo Mykolajowytsch Petrenko (ukrainisch Михайло Миколайович Петренко; * 1817 in Slowjansk, Gouvernement Charkow, Russisches Kaiserreich; † 13. Dezemberjul. / 25. Dezember 1862greg. in Lebedyn, Gouvernement Charkow, Russisches Kaiserreich) war ein ukrainischer Dichter und Dramatiker.

## Leben
Über Mychajlo Petrenkos Biografie ist nicht allzu viel bekannt. Seit 1833 lebte er in Charkiw und begann 1837 ein Studium an der Fakultät für Rechtswissenschaften der Kaiserlichen Universität Charkow, das er 1841 abschloss. Nach seinem Studium war er als Beamter am Charkiwer Kammer-Strafgerichtshof tätig.
Als Dichter gehörte er der „Charkiwer romantischen Schule“ an und schrieb, für diese Epoche ungewöhnlich, lyrische und elegische Dichtung. 19 seiner Gedichte erschienen in drei literarischen Almanachen in den Jahren 1841, 1843 und 1848 und einige von ihnen, wie Dyvlius' ia na nebo wurden zu Volksliedern. 1960 erschienen seine Gedichte in limitierter Auflage gemeinsam mit Gedichten von Wiktor Sabila.

## Ehrungen
Ihm zu Ehren wurde der am 24. August 2009 vom Astronomischen Observatorium Andruschiwka entdeckte Asteroid (274843) Mykhailopetrenko benannt.